# Whistle (canção)
"Whistle" (hangul: 휘파람; rr: Hwiparam) é uma canção gravada pelo grupo feminino sul-coreano Blackpink. Foi lançada em 8 de agosto de 2016 junto com "Boombayah", como o single álbum de estreia do grupo intitulado Square One. As letras foram escritas por Teddy Park, Bekuh Boom e B.I, enquanto a música foi composta pelos dois primeiros, com assistência adicional de Future Bounce.
A apresentação de estreia de Blackpink na televisão foi realizada no Inkigayo da SBS em 14 de agosto de 2016, onde Blackpink apresentou "Whistle" ao lado de "Boombayah". A canção foi um sucesso comercial, com "Whistle" alcançando o topo da Gaon Digital Chart. O videoclipe foi premiado com o Melhor Video Musical do Ano no Mnet Asian Music Awards 2016.

## Antecedentes
A YG Entertainment anunciou a formação final e o nome do grupo em 29 de junho de 2016, após vários teasers. Em 6 de agosto, a gravadora anunciou "Whistle" como uma das duas faixas-título do single álbum Square One em 8 de agosto. A canção foi escrita por B.I, Teddy Park e Bekuh Boom, com a produção sendo feita pelos dois últimos e Future Bounce.

## Videoclipe
O videoclipe de "Whistle" foi dirigido por Beomjin J da VM Project Architecture, e foi lançado pelo canal oficial do Blackpink no YouTube em 8 de agosto de 2016. Ultrapassou quase dez milhões de visualizações em cinco dias. Um vídeo de prática de coreografia para "Whistle" foi lançado em 18 de agosto de 2016. Em 30 de dezembro de 2020, o videoclipe ultrapassou 600 milhões de visualizações. O videoclipe foi premiado como o Melhor Video Musical do Ano no Mnet Asian Music Awards 2016.

## Promoção
Blackpink começou a aparecer nos programas musicais na televisão da Coreia do Sul com a transmissão do Inkigayo em 14 de agosto de 2016, onde recebeu seu primeiro prêmio para "Whistle" uma semana depois, tornando-se o grupo feminino mais rápido a conseguir esse feito.

## Recepção crítica
Jeff Benjamin, da Billboard K-Town, disse que as meninas "[abraçam] a sensibilidade do hip hop e dos sons prontos para o clube com os quais os mais velhos têm um público internacional", referindo-se a seus companheiros de empresa Psy, Big Bang e 2NE1. Ele afirmou ainda que a canção, "reúne um apaixonado cantarolar e sua entrega de hip hop juvenil com o mínimo de drum 'n' bass e um inegável gancho de assobio". Brittan Spanos, da Rolling Stone, colocou Blackpink em sua lista de "10 novos artistas que você precisa saber: Setembro de 2016", dizendo: "Todos os tweets de baixo e alto nível e o infame "Whistle" parece uma atualização pop perfeita do clássico chique de Ying Yang Twins, "Whistle While You Twurk." Joey Nolfi, da Entertainment Weekly, disse que a música "rapidamente aumenta o calor, camadas de dedos irresistíveis, uma ponte de sacarina, riffs de guitarra elétrica, baixo de mamute e, é claro, assobios acompanhados de sinos de vaca... não soaria inteiramente fora de lugar ocupando uma posição elevada nas paradas americanas".

## Desempenho comercial
Na Coreia do Sul, "Whistle" liderou a Gaon Digital Chart na semana de 7 a 13 de agosto de 2016 com 150.747 downloads vendidos e 4.302.547 streams. Em novembro de 2019, a música tinha mais de 2.500.000 downloads digitais na Coreia do Sul.
Nos Estados Unidos, "Whistle" entrou no número 2 da Billboard World Digital Songs. Ambas as músicas do single álbum Square One movimentaram cerca de 6.000 downloads cada, com "Boombayah" vendendo um pouco mais. Em sua segunda semana na parada, "Whistle" ficou em número 3.

## Créditos e pessoal
Créditos adaptados de Melon e Korea Music Copyright Association (KOMCA).
- Blackpink –  vocais primários
- Teddy Park –  compositor, letrista, arranjador
- Bekuh Boom –  compositora, letrista
- Future Bounce –  compositor, arranjador
- B.I –  letrista

## Desempenho nas tabelas musicais
| Tabela musical (2016–17)             | Melhor posição |
| ------------------------------------ | -------------- |
| Coreia do Sul (Gaon Digital Chart)   | 1              |
| Estados Unidos (World Digital Songs) | 2              |
| Filipinas (Philippine Hot 100)       | 95             |
| Finlândia (Suomen virallinen lista)  | 24             |

### Tabelas mensais
| Tabela musical (2016) | Melhor posição |
| --------------------- | -------------- |
| Coreia do Sul (Gaon)  | 1              |

### Tabela de fim de ano
| Tabela musical (2016) | Posição |
| --------------------- | ------- |
| Coreia do Sul (Gaon)  | 32      |

## Reconhecimentos
| Publicação | Indicação                                      | Posição / Ano | Ref.   |
| ---------- | ---------------------------------------------- | ------------- | ------ |
| Medium     | 25 melhores canções de K-pop dos anos 2010     | 6             | [ 28 ] |
| Billboard  | As 100 melhores músicas de K-pop dos anos 2010 | 26            | [ 29 ] |

| Ano  | Premiação               | Categoria                       | Resultado | Ref.   |
| ---- | ----------------------- | ------------------------------- | --------- | ------ |
| 2016 | Mnet Asian Music Awards | Melhor Vídeo Musical            | Venceu    | [ 4 ]  |
| 2016 | Golden Disc Awards      | Melhor Canção Digital (Bonsang) | Indicado  | [ 30 ] |
| 2017 | Gaon Chart Music Awards | Canção do Ano — Agosto          | Venceu    | [ 31 ] |

| Programa           | Data                   | Ref.   |
| ------------------ | ---------------------- | ------ |
| Inkigayo (SBS)     | 21 de agosto de 2016   | [ 32 ] |
| Inkigayo (SBS)     | 11 de setembro de 2016 | [ 33 ] |
| M Countdown (Mnet) | 8 de setembro de 2016  | [ 34 ] |

## Histórico de lançamento
| Região | Data                | Formatos                   | Gravadora        | Ref.   |
| ------ | ------------------- | -------------------------- | ---------------- | ------ |
| Várias | 8 de agosto de 2016 | Download digital streaming | YG Entertainment | [ 21 ] |